# گیشاخانه

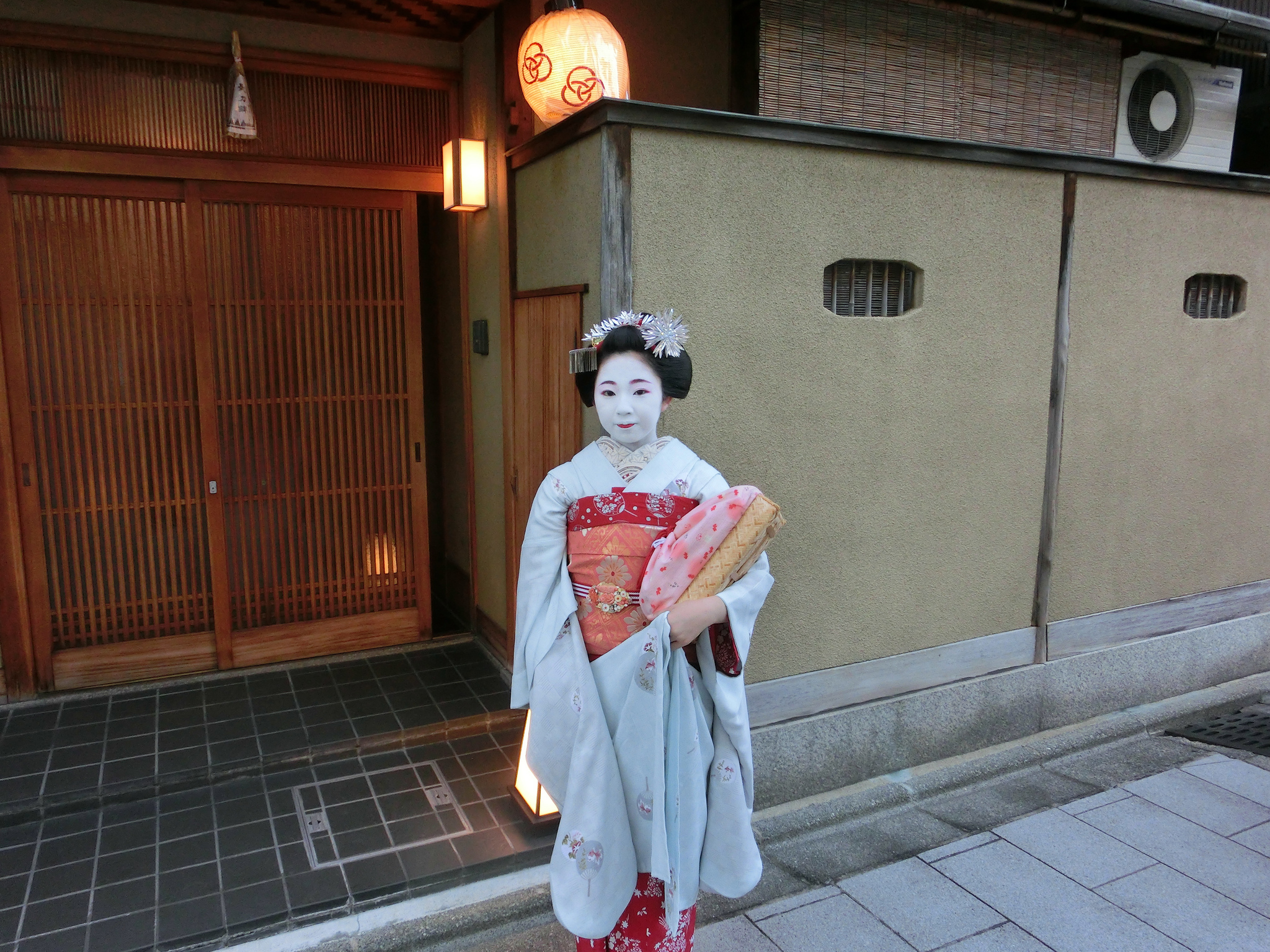
توشیمومو در کنار یک گیشا خانه

گِیشاخانه، که در ژاپن به آن اوکیا (انگلیسی: Okiya، ژاپنی: 置屋) می‌گویند، محل زندگی گِیشاها و مایکوها است. گیشاخانه معمولاً توسط یک گیشای بازنشسته که به او مادر (oka-san) گفته می‌شود اداره می‌گردد. مادر وظیفهٔ مدیریت فعالیت‌ها، پیشرفت مهارت‌ها و تأمین هزینهٔ آموزش گیشاها را برعهده دارد. از لحاظ اداری و قانونی، گیشاها برای فعالیت‌کردن باید حتماً در یک گیشاخانه ثبت شده باشند، هرچند که لزوماً نیاز نیست که در آن زندگی کنند.